# Kitabatake Tomonori
Kitabatake Tomonori (北畠具教?; 1528 – 1576) fu un daimyō giapponese del periodo Sengoku appartenente al clan Kitabatake.

## Biografia
Tomonori era figlio di Kitabatake Harutomo (morto 1563) e governava dal castello di Anotsu. Si trovò di fronte a conflitti all'interno del proprio dominio e fu costretto a frenare un'invasione del clan Miyoshi nel 1566. Dovette successivamente affrontare una rivolta interna e Oda Nobunaga invase la provincia di Ise per pacificarla alla fine del 1569. Durante tali eventi suo fratello minore Kotsukuri Tomomasa tradì e si accordò segretamente con Nobunaga. Successivamente Tomonori fu costretto a siglare un accordo di pace con il clan Oda e dovette adottare il figlio di Nobunaga (Oda Nobuo) come erede. 
Divenne successivamente monaco e morì nell'undicesimo mese del 1576, probabilmente assassinato dai suoi servitori.